# ジョルジョ・キナーリャ
ジョルジョ・キナーリャ（Giorgio Chinaglia, イタリア語発音: [ˈdʒordʒo kiˈnaʎʎa], 1947年1月24日 – 2012年4月1日）は、イタリア生まれでウェールズ育ちのサッカー選手。ポジションはフォワード。イタリア代表だった。
イタリアのトスカーナ州に生まれたが、やがてイギリスのウェールズに移り住み、カーディフのスウォンジー・シティAFCから1964年にデビューした。1966年にイタリアのUSマッセーゼ1919に移籍し、インテルナポリ・カマルドーリSSDを経て、1969年にSSラツィオに移籍した。1972年にはイタリア代表デビューし、1974 FIFAワールドカップでは2試合に出場した。1976年にはアメリカに渡って北米サッカーリーグ(NASL)のニューヨーク・コスモスと契約し、ペレやフランツ・ベッケンバウアーなどの著名選手とチームメイトになった。リーグ最優秀選手賞に1度、リーグ得点王に5度輝いたほか、4度のリーグ制覇を果たし、1983年に現役引退した。NASLでは計243得点を挙げており、これはリーグ歴代最多得点記録である。2000年にはアメリカサッカー殿堂に選出され、また、ラツィオがクラブ創設100周年を記念して選んだ歴代最優秀選手に選出された。

## 経歴

### クラブ

#### ウェールズ時代
1947年、イタリア・トスカーナ州のマッサ＝カッラーラ県・カッラーラに生まれた。カッラーラは人口6万人ほどの都市であるが、キナーリャの他にジャンルイジ・ブッフォンやクリスティアーノ・ザネッティなどのイタリア代表選手を輩出している。第二次世界大戦で敗れたイタリアでは仕事が少なく、1955年、両親や姉妹とともにイギリス・ウェールズのカーディフに移住した。キナーリャ家は貧しく、後に「家族4人でひとつの部屋に住んでいた。父親は鉄工員であり屈強な男だった。よく他人の家の玄関に置かれたミルクをくすねて朝食代わりに飲んだものだ」と語っており、やがて父親はカーディフでイタリアンレストランを開業した。ジョルジョは13歳の時にカーディフの学校でハットトリックを達成し、1962年にスウォンジー・シティAFCの下部組織に加わった。1964年10月、ラザーハム・ユナイテッドFC戦でシニアチームデビューし、1965年2月にリーグデビューした。1966年3月のブレントフォードFC戦でのプレーがスウォンジ・シティでの最後の出場機会となった。1965年には西ウェールズ・シニアカップの決勝でリャネリAFCを3-0で下して優勝している。

#### セリエC時代
イギリスのクラブはキナーリャに関心を示さず、またイタリア国籍の男子には兵役が義務付けられていたため、1966年、ジョルジョが19歳の時に一家でイタリアのカッラーラに戻った。彼は兵役がサッカー選手キャリアによって良いものだったと認めており、「兵役がなければ私はまだウェールズにいて、ぬかるんだピッチを走り、ビールを飲んだくれていただろう。イタリア軍にはサッカー選手のための特別部隊があったから、兵役期間中に私がやったことといえば、一日中練習し、試合に出て、パスをもらうことがすべてだった」と語っている。キナーリャはイタリア国外でプロ選手としてプレーしていたため、セリエAでのプレーを3年間禁じられており、また父親がジョルジョを地元にとどめようとしたため、自宅から近いセリエC（3部）のUSマッセーゼ1919に加入した。翌シーズンにはセリエCのインテルナポリ・カマルドーリSSDに加入し、2シーズンで66試合に出場して26得点を挙げた。

#### ラツィオ
1969年にはセリエAのSSラツィオに加入。ラツィオは1970-71シーズン終了後にセリエB（2部）降格となったが、1971-72シーズンには21得点を挙げて得点王に輝き、チームも1シーズンでのセリエA昇格を果たした。1973-74シーズンには24得点で得点王に輝き、ラツィオの選手としては1942-43シーズンのシルヴィオ・ピオラ以来2人目の得点王となるとともに、クラブ初のスクデット獲得に貢献した。1970-71シーズン、1971-72シーズン、1972-73シーズン、1973-74シーズン、1974-75シーズン、1975-76シーズンと6シーズン連続でチーム内得点王となり、1976年までにリーグ戦209試合に出場して98得点を挙げた。

#### ニューヨーク・コスモス
1976年には北米サッカーリーグ(NASL)のニューヨーク・コスモスに移籍した。ペレ、ジョージ・ベスト、ゲルト・ミュラーなど、多くのスター選手がNASLで晩年を過ごしたが、キナーリャはキャリアの全盛期にNASLに移籍しており、NASLの最初の大物選手のひとりである。屋外で行なわれた試合では計397得点を、屋内で行なわれた試合では21試合で38得点を挙げ、コスモス在籍中に計435得点を挙げた。コスモスではブラジル代表のペレやカルロス・アウベルト、西ドイツ代表のフランツ・ベッケンバウアー、オランダ代表のヨハン・ニースケンスなどのスター選手とチームメイトだった。
コスモスでは54回も1試合2得点以上を達成しており、そのうちの14回はプレーオフで達成。ハットトリックは16回達成し、そのうちの5回はプレーオフで達成した。1980年シーズンのプレーオフ・Tulsa Roughnecks戦では1試合7得点を挙げ、1981年12月8日のシカゴ・スティング戦でも1試合7得点を挙げた。公式戦での1試合最多得点は7得点だが、親善試合では1試合8得点を記録したこともあり、1981年シーズンにはリーグ最優秀選手賞を受賞した。コスモス在籍中に出場したプレーオフでは41試合で49得点を挙げた。サッカー・ボウルズでは5試合で5得点を挙げ、1977年シーズン、1978年シーズン、1982年シーズンの3回優勝した。1979年5月には現役選手としての最多得点選手となった。
1976年シーズンには初のリーグ得点王（19得点）に、1978年シーズンには2度目のリーグ得点王（32得点）に、1979年シーズンには3度目のリーグ得点王（26得点）に、1980年シーズンには4度目のリーグ得点王（32得点）に、1981年シーズンには5度目の得点王（29得点）になった。1977年シーズンには15得点で、1982年シーズンには20得点でいずれもチーム内得点王となり、加入した1976年から1982年まで7シーズン連続でチーム内得点王となっている。ラツィオ時代には6シーズン連続でチーム内得点王となっているため、異なる2クラブで13シーズンにも渡ってチーム内得点王を独占した。1978年シーズンから4シーズン連続でリーグ得点王を受賞したものの、リーグ最優秀選手賞のタイトルは同僚のペレ（1976年シーズン）やベッケンバウアー（1977年シーズン）、またロサンゼルス・アステクスのヨハン・クライフ（1979年シーズン）などに阻まれていたが、1981年シーズンに初受賞した。北米サッカーリーグでは1977年シーズン、1978年シーズン、1980年シーズン、1982年シーズンの4度総合優勝を果たし、トランス・アトランティック・カップ（国内カップに相当）では1980年シーズンと1983年シーズンの2度優勝した。コスモスではインドアサッカーチームでもプレーし、1981-82シーズンには35得点を挙げて得点王となった。
1979年にはアメリカ国籍を取得。ニューヨーク・タイムズのダイアン・アッカーマン記者に向かって、市民権証書を飾った戸棚を誇らしげに見せた。ニューヨーク・コスモス時代にはザ・ローリング・ストーンズのミック・ジャガーとともにバカンスを過ごしたり、フランク・シナトラの4度目の結婚式に出席したほか、イタリア人テノール歌手のルチアーノ・パヴァロッティと親しくなった。ワーナー・ブラザースのスティーヴ・ロス会長と懇意になり、フランチャイズの共有者となった。ニューヨークが提供する文化的娯楽を余すところなく満喫することでも知られていた。

### 代表
SSラツィオ在籍時、フェルッチョ・バルカレッジ監督によってイタリア代表の1970 FIFAワールドカップ出場メンバー候補に選出された。22人の最終メンバーには選出されなかったが、経験を積むためにメキシコで開催された本大会に同行した。1971年にはラツィオがセリエB（2部）に降格したが、キナーリャは代表に呼ばれ続け、現代サッカーにおいては初めてセリエBのクラブからイタリア代表に呼ばれた選手となった。1973年にはイングランドとの親善試合のために再びアズーリ（イタリア代表の愛称）に招集された。86分にボビー・ムーアを交わしてファビオ・カペッロにクロスを送ると、カペッロがシュートを決めて、ウェンブリー・スタジアムではイタリア代表初の勝利を挙げた。1974年には西ドイツで開催された1974 FIFAワールドカップに出場し、イタリアはポーランド、アルゼンチン、ハイチと同居した。1次リーグではハイチ戦とポーランド戦の2試合に先発出場したが、イタリアは1勝1分1敗の勝ち点3で1次リーグ敗退に終わった。イタリア代表としては14試合に出場して11得点を挙げた。

### 現役引退後
現役引退後には子どもたちの教育のためにイタリア・ローマに戻り、1983年から1985年にはラツィオの会長を務めた。2000年にはラツィオがクラブ創設100周年を記念してクラブ歴代最優秀選手を選考し、キナーリャが選出された。また、同年にはアメリカサッカー殿堂にも選出されている。妻の両親がアメリカ・フロリダ州のマルコ・アイランドでレストランを経営しており、2000年代初頭には一家でフロリダ南西部に移住したが、やがてイタリアに戻って愛するナポリに落ち着いた。前妻との間に儲けた3人の息子はアメリカのボストンに在住していた。2006年にはニューヨーク・コスモスの盛衰を描いた「Once in a Lifetime」（邦題 : 『ペレを買った男』）というドキュメンタリー映画が製作され、キナーリャの映像も頻繁に登場している。2010年にニューヨーク・コスモスが活動を再開した際、キナーリャはクラブの国際大使に任命された。
死去時には、7時から9時までシリウス・サテライト・ラジオで放送されていた「ザ・フットボール・ショー」の共同司会を務めていた。2012年3月末には心臓発作を起こしてフロリダの病院に収容され、手術後に退院したが、4月1日にナプレスの自宅で死去しているのを発見された。離婚が決着してからわずか47日後のことだった。キナーリャには5人の息子がおり、そのうち3人は最初の妻との間に儲けた子供である。

## 個人成績

### クラブでの出場記録
| シーズン                   | クラブ                          | 国内リーグ                 | 国内リーグ | 国内リーグ | 国内カップ | 国内カップ | 国内カップ | 国際カップ | 国際カップ | 国際カップ | 通算 | 通算 |
| シーズン                   | クラブ                          | 大会                       | 出場       | 得点       | 大会       | 出場       | 得点       | 大会       | 出場       | 得点       | 出場 | 得点 |
| -------------------------- | ------------------------------- | -------------------------- | ---------- | ---------- | ---------- | ---------- | ---------- | ---------- | ---------- | ---------- | ---- | ---- |
| 1964-65                    | スウォンジー・シティAFC         | セカンドディヴィジョン     | 1          | 0          | ?          | ?          | ?          | -          | -          | -          | 1+   | 0+   |
| 1965-66                    | スウォンジー・シティAFC         | サードディヴィジョン       | 4          | 1          | ?          | ?          | ?          | -          | -          | -          | 4+   | 1+   |
| スウォンジー・シティ通算   | スウォンジー・シティ通算        | スウォンジー・シティ通算   | 5          | 1          | ?          | ?          | ?          | -          | -          | -          | 5+   | 1+   |
| 1966-67                    | USマッセーゼ1919                | セリエC                    | 32         | 5          | -          | -          | -          | -          | -          | -          | 32   | 5    |
| 1967-68                    | インテルナポリ・カマルドーリSSD | セリエC                    | 31         | 10         | -          | -          | -          | -          | -          | -          | 31   | 10   |
| 1968-69                    | インテルナポリ・カマルドーリSSD | セリエC                    | 35         | 14         | -          | -          | -          | -          | -          | -          | 35   | 14   |
| インテルナポリ通算         | インテルナポリ通算              | インテルナポリ通算         | 66         | 24         |            | -          | -          |            | -          | -          | 66   | 24   |
| 1969-70                    | SSラツィオ                      | セリエA                    | 28         | 12         | CI         | 1          | 0          | -          | -          | -          | 29   | 12   |
| 1970-71                    | SSラツィオ                      | セリエA                    | 30         | 9          | CI         | 3          | 3          | ICFC       | 2          | 2          | 35   | 14   |
| 1971-72                    | SSラツィオ                      | セリエB                    | 34         | 21         | CI         | 7          | 5          | -          | -          | -          | 41   | 26   |
| 1972-73                    | SSラツィオ                      | セリエA                    | 30         | 10         | CI         | 4          | 1          | -          | -          | -          | 34   | 11   |
| 1973-74                    | SSラツィオ                      | セリエA                    | 30         | 24         | CI         | 8          | 4          | UC         | 4          | 6          | 42   | 34   |
| 1974-75                    | SSラツィオ                      | セリエA                    | 30         | 14         | CI         | 4          | 0          | -          | -          | -          | 34   | 14   |
| 1975-76                    | SSラツィオ                      | セリエA                    | 27         | 8          | CI         | 1          | 0          | UC         | 3          | 3          | 31   | 11   |
| ラツィオ通算               | ラツィオ通算                    | ラツィオ通算               | 209        | 98         |            | 28         | 13         |            | 9          | 11         | 246  | 122  |
| 1976                       | ニューヨーク・コスモス          | NASL                       | 19         | 19         | -          | -          | -          | -          | -          | -          | 19   | 19   |
| 1977                       | ニューヨーク・コスモス          | NASL                       | 24         | 15         | -          | -          | -          | -          | -          | -          | 24   | 15   |
| 1978                       | ニューヨーク・コスモス          | NASL                       | 30         | 34         | -          | -          | -          | -          | -          | -          | 30   | 34   |
| 1979                       | ニューヨーク・コスモス          | NASL                       | 27         | 26         | -          | -          | -          | -          | -          | -          | 27   | 26   |
| 1980                       | ニューヨーク・コスモス          | NASL                       | 32         | 32         | -          | -          | -          | -          | -          | -          | 32   | 50   |
| 1981                       | ニューヨーク・コスモス          | NASL                       | 32         | 29         | -          | -          | -          | -          | -          | -          | 32   | 29   |
| 1981-82                    | ニューヨーク・コスモス          | NASLインドア               | 17         | 35         | -          | -          | -          | -          | -          | -          | 17   | 35   |
| 1982                       | ニューヨーク・コスモス          | NASL                       | 32         | 20         | -          | -          | -          | -          | -          | -          | 32   | 20   |
| 1983                       | ニューヨーク・コスモス          | NASL                       | 17         | 18         | -          | -          | -          | -          | -          | -          | 17   | 18   |
| 1984-85                    | ニューヨーク・コスモス          | MISLインドア               | 4          | 3          | -          | -          | -          | -          | -          | -          | 4    | 3    |
| ニューヨーク・コスモス通算 | ニューヨーク・コスモス通算      | ニューヨーク・コスモス通算 | 234        | 231        |            | -          | -          |            | -          | -          | 234  | 231  |
| 通算                       | 通算                            | 通算                       | 546        | 359        |            | 28+        | 13+        |            | 9          | 11         | 583+ | 383+ |

### 代表での得点
スコア欄はイタリアを左側に記している
| #  | 日時          | 場所           | 相手           | 最終結果 | 大会                                    |
| -- | ------------- | -------------- | -------------- | -------- | --------------------------------------- |
| 1. | 1972年6月21日 | ソフィア       | ブルガリア     | 1-1      | 親善試合                                |
| 2. | 1972年9月20日 | トリノ         | ユーゴスラビア | 3-1      | 親善試合                                |
| 3. | 1972年10月7日 | ルクセンブルク | ルクセンブルク | 4-0      | 1974 FIFAワールドカップ・ヨーロッパ予選 |
| 4. | 1975年6月5日  | ヘルシンキ     | フィンランド   | 1-0      | UEFA欧州選手権1976予選                  |

## タイトル

### クラブ
- ラツィオ

コッパ・デッレ・アルピ (1) : 1971
セリエA (1) : 1973-74
- ニューヨーク・コスモス

北米サッカーリーグ (4) : 1977, 1978, 1980, 1982
レギュラーシーズン優勝 (6) : 1978, 1979, 1980, 1981, 1982, 1983
カンファレンス優勝 (4) : 1978, 1980, 1981, 1982
ディビジョン優勝 (6) : 1978, 1979, 1980, 1981, 1982, 1983
トランス・アトランティック・カップ (2) : 1980, 1983

### 個人
- コッパ・デッレ・アルピ得点王 (1) : 1971
- セリエB 得点王 (1) : 1971-72
- セリエA 得点王 (1) : 1973-74
- 北米サッカーリーグ ベストイレブン (6) : 1976, 1978, 1979, 1980, 1981, 1982
- 北米サッカーリーグ 得点王 (5) : 1976, 1978, 1979, 1980, 1981
- 北米サッカーリーグ 最優秀選手賞 (1) : 1981
- 北米インドアサッカーリーグ 得点王 (1) : 1981-82
- SSラツィオ歴代最優秀選手 : 2000
- アメリカサッカー殿堂 : 2000

## 関連文献
伝記
- Arrivederci Swansea: The Giorgio Chinaglia Story (by Mario Risoli, Mainstream Publishing)